# Sarnowo (powiat lipnowski)
Sarnowo – wieś w Polsce położona w województwie kujawsko-pomorskim, w powiecie lipnowskim, w gminie Skępe.
| SIMC    | Nazwa     | Rodzaj    |
| ------- | --------- | --------- |
| 0869577 | Bógzapłać | część wsi |

W latach 1975–1998 miejscowość należała administracyjnie do województwa włocławskiego.

## Demografia
Według Narodowego Spisu Powszechnego (III 2011 r.) wieś liczyła 98 mieszkańców. Jest piętnastą co do wielkości miejscowością gminy Skępe.